# 무용총
무용총(舞踊塚, JYM458)은 중국 지린성 지안현 통구에 있는 고구려 고분이다. 고분 내부의 오른쪽 벽에는 수렵도가 그려져 있고, 왼쪽 벽에는 검은색 말을 탄 사람과 무용을 하는 것으로 추정되는 사람들의 그림이 있다. 그림에서 무용을 하는 것으로 추정되는 사람으로 인하여 이 고분은 무용총이라고 명명되었다. 2004년에 유네스코 세계유산으로 등록된 고대 고구려 왕국의 수도와 무덤군에 포함되어 있다. 무용총은 1935년 5월 만주국 안동 도호부의 학교 감독에 의해 처음 발견되어, 중국 동북 지방 지배 기간 동안 이케우치 히로시와 우메하라 스에지를 포함한 일본 학자들에 의해 발굴된 12기의 고구려 고분 중의 하나다.

## 위치
광개토왕릉비남서쪽으로 약 3 km 거리에 길림성 집안시가 있고, 북쪽 500m 거리에 집안 통화간 철도가 있다. 근처에는 다른 고분들도 위치해 있다. 무용총의 남쪽에는 각저총이 있다. 이 외에도 무용총의 서남쪽에는 산연화총, 삼실총, 통구사신총, 오희분 등의 우산하 고분군이 있다.

## 벽화
무덤의 현실(玄室) 우벽상에 14인의 남녀 무용도(舞踊圖)가 있다. 이 무용도와 함께 좌우 벽면에는 사냥·우마차·공양도(供養圖), 혹은 주실(主室)·주인(主人)·시녀(侍女)·기마(騎馬)·무인(武人)·종자(從者)·궁시(弓矢)·패도(佩刀)·안구(鞍具)·식기·식탁·씨름 등이 그려져서 당시의 생활상의 편모를 엿볼 수 있으며, 그 효과와 어울러서 유목적인 감각이 넘친다. 특히 수렵생활에 익숙했던 고구려인의 한 측면을 드러낸 것이라 할 수 있다.

### 주벽 벽화 접객도
고분벽화기 제2기의 회화로 당시 고구려인의 생활을 구체적으로 표시한 매우 윤곽이 뚜렷한 벽화인데 이는 주인의 생전 기록이다. 입구에서 마주보이는 현실 주벽에는 무덤의 주인이라 믿어지는 인물이 장막을 걷어 올린 방에서 삭발한 승려 두 사람과 대좌하고 있고 그보다 훨씬 비율이 작게 그려진 시동(侍童)이 한쪽 발을 구부리고 시종하는 정경이 그려져 있다. 매우 활달한 필치의 사실적인 그림이나, 식탁과 그 위에 놓여진 음식물들이 수평위(水平位)로 그려졌고, 또 서로 앞뒤로 겹치지 않은 채 전체 공간에 산개(散開)해 있어 화면의 깊이가 없는 것이 흠이다. 그리고 창방(昌枋) 위 네 곳에 그려진 우산 모양의 초화문(草花紋)은 육조시대(六朝時代) 불상의 광배(光背)를 무늬화한 것이며, 천장의 연화문(蓮花紋)과 함께 짙은 불교의 색채를 띠고 이 현실의 분위기를 몹시 비현실적인 어두운 것으로 만든다.

### 수렵도

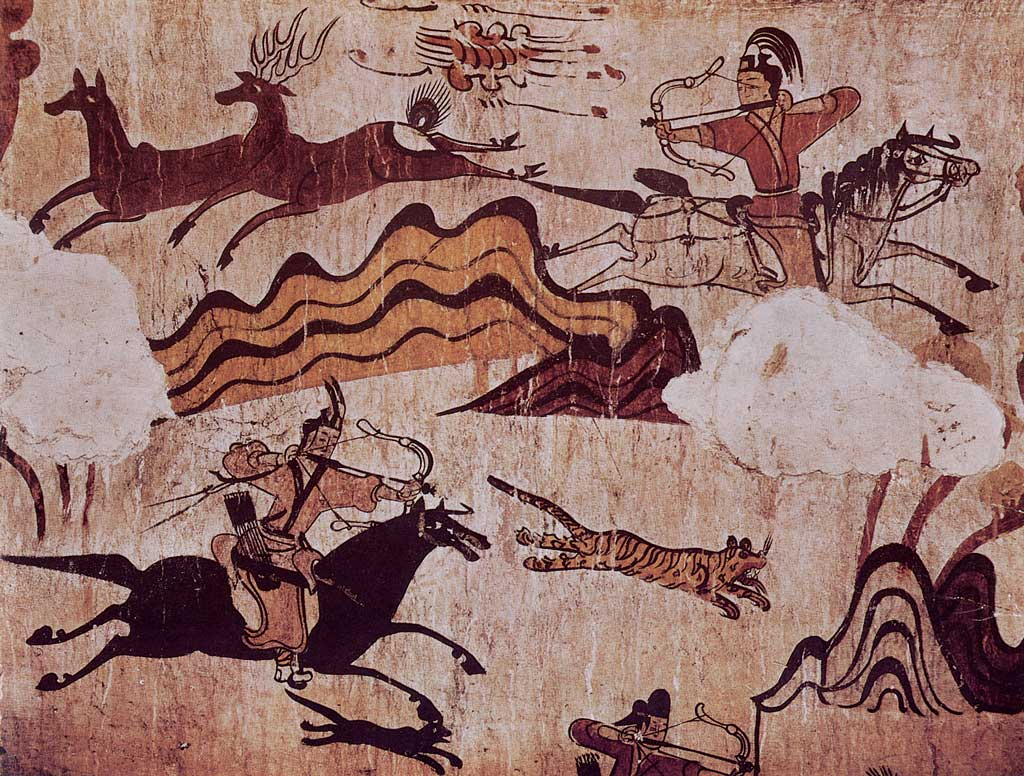
무용총 수렵도

무용총의 현실 서쪽 벽에 있는 벽화이다. 무용총에 있는 벽화 가운데서 가장 회화적인 효과가 뚜렷한 장면으로 알려지고 있는데, 고구려 무사들의 사냥 광경을 아무 기교없이 표현했다. 도안화한 산맥으로 윗부분의 사슴 사냥 장면과 아래 부분의 호랑이 사냥 장면과를 분리시키는 계선(界線)의 효과를 냈고, 그 아래에 계속하여 우측으로 사슴 사냥의 그림이 연하여 있다. 제일 윗부분의 달아나는 두 마리 사슴을 반대 방향으로 달리며 돌아서서 활을 쏘는 모습 등은 화면의 단조로움을 깨며 말과 함께 달리는 두 마리 개의 순간적인 동작이나 전체 동물의 움직임도 잘 파악되어 있다. 산개한 마상(馬上) 인물의 상위에 하늘을 표시하는 새 모양의 무늬가 상징적으로 그려져 있다. 유목민의 취향을 보이는 역동적인 벽화이면서 환상적인 면이 많이 강조된다.

### 우차도
우차도(牛車圖)는 수렵도와 함께 현실 서쪽 벽에 있는 벽화의 일부이나 수렵도와는 아무런 연관을 맺지 않는 독자적인 그림이다. 수렵도와 우차도 사이에는 한대(漢代)의 화상석(畵像石)에서 볼 수 있는 연리수(連理樹)라는 환상적인 형태의 나무 모양이 그려져 있어 양쪽면을 절단하는 효과를 갖는데 화면의 여백을 메우기 위해 넣어진 것인지는 알 수 없다. 아래 위에 각 한 대씩의 포장마차가 그려져 있으며, 수레의 앞면은 붉은 색으로 윤곽을 둘렀고, 온아한 풍모의 빨간 옷을 입은 마부가 소 옆에 채찍을 들고 서 있다. 수렵도의 동적인 화면과 대조적으로 정적이며 평온하고 한가한 공기가 감도는 그림이다. 서 있는 소의 사지(四肢)는 복잡을 피해 단순화했는데 전체적으로 간결한 표현을 보인다. 서로 연관지을 수 없는, 주제를 달리한 두 개의 그림을 같은 벽면에 그리는 것은 고구려 벽화미술의 하나의 특색이라 할 수 있다.

### 무용도
무용총 현실의 동측 벽에 있는 벽화이다. 남녀 14명의 춤추는 장면이 그려져 있는 데서 무용총의 이름을 얻게 되었다. 춤추는 인물의 동작이 매우 부자연스럽고 일반적인 고구려의 벽화와 마찬가지로 평면적인 표현이다. 당시의 복식(服飾)을 고증할 수 있는 풍속화이다.

## 같이 보기
- 고대 고구려 왕국의 수도와 무덤군
- 고구려
- 쌍영총
- 각저총